# Віреончик золотолобий
Вірео́нчик золотолобий (Pachysylvia aurantiifrons) — вид горобцеподібних птахів родини віреонових (Vireonidae). Мешкає в Центральній і Північній Америці.

## Опис
Довжина птаха становить 12 см, вага 9,5 г. Верхня частина тіла переважно зелена, крила і хвіст коричневі, обличчя і скроні золотисто-коричневі. Нижня частина тіла жовта.

## Підвиди
Виділяють три підвиди:
- P. a. aurantiifrons (Lawrence, 1861) — східна Панама (узбережжя Панамської затоки) і карибське узбережжя на півночі Колумбії;
- P. a. helvina (Wetmore & Phelps Jr, 1956) — північно-західна Венесуела (від Сулії до північної Мериди і південної Тачири);
- P. a. saturata Hellmayr, 1906 — східна Колумбія (Араука, Бояка), північна Венесуела (на схід від Сулії, на південь до річок Апуре і Ориноко), острів Тринідад.

## Поширення і екологія
Золотолобі віреончики мешкають в Панамі, Колумбії, Венесуелі та на Тринідаді і Тобаго. Вони живуть в сухих і вологих рівнинних тропічних лісах і чагарникових заростях, в заболочених лісах, в садах і на плантаціях. Зустрічаються невеликими зграйками, на висоті до 1900 м над рівнем моря, переважно на висоті до 700 м над рівнем моря. Живляться комахами та іншими безхребетними, яких шукають серед листя на деревах. Гніздо глибоке, чашоподібне, розміщується на дереві. В кладці 3 білих яйця, поцяткованих коричневими плямками. Золотолобі віреончики іноді стають жертвами гніздового паразитизму синіх вашерів.